# Carl August Hube
Carl August Hube (* 6. Februar 1809 in Thorn; † 1893) war ein deutscher Lithograf und Zeichenlehrer.

## Leben
Hube besuchte das Gymnasium seiner Heimatstadt und arbeitete danach als Lithograf an der Greifswalder Universitätsdruckerei. Er bildete sich privat weiter und war dann ab Neujahr 1849 interimistisch als Zeichenlehrer am Gymnasium in Greifswald tätig. Am 28. August 1850 machte Hube seine Prüfung an der Königlichen Akademie der Künste in Berlin und wurde „für fähig und würdig erklärt, in den höheren Bürgerschulen und Gymnasien den Zeichen-Unterricht mit Nutzen ertheilen zu können“. Am 31. Oktober 1850 wurde er von der Schulbehörde als Nachfolger von Anton Heinrich Gladrow in seinem Amt bestätigt.
Hube veröffentlichte mehrere Aufsätze in den Troschelschen Monatsblättern für Zeichenkunst und Zeichen-Unterricht. Er arbeitete mit Friedrich von Hagenow zusammen und bebilderte einen historischen Stadtplan Greifswalds. Im Stadtarchiv Greifswald befinden sich Lithografien Hubes aus dem Jahr 1834, z. B. von der Nikolaikirche, der Loge am Mühlentor, dem Universitätsgebäude und dem Ryck mit Saline und Treckschuten.